# Джафарабад (Джебраильский район)
Джафарабад (азерб. Cəfərabad) — село в Джебраильском районе Азербайджана., расположенное на левом берегу реки Аракс к юго-востоку от города Джебраил.

## Этимология
Согласно «Энциклопедическому словарю топонимов Азербайджана», название села происходит от имени правителя Хойского ханства Джафар Кули-хана, поскольку село было основано семьями, находившимися под покровительством хана.

## История
В советские годы село входило в состав Джебраильского района Азербайджанской ССР.
В результате Первой карабахской войны в августе 1993 года перешло под контроль непризнанной Нагорно-Карабахской Республики.
Вечером 4 октября 2020 года, в эфире государственного телеканала АзТВ президент Азербайджана Ильхам Алиев в обращении к народу заявил, что азербайджанская армия взяла девять сёл Джебраилского района: Кархулу, Шукюрбейли, Черекен, Дашкесан, Хоровлу, Махмудлу, Джафарабад, Юхары-Маралян и Дажал. BBC сообщает, что все взятые, по данным Азербайджана, на юге сёла, судя по спутниковым снимкам, лежат в руинах и полностью или почти полностью заброшены с тех пор, как в начале 1990-х азербайджанское население их покинуло, спасаясь от наступавших армян.

## Население
В годы Российской империи село входило в состав Джебраильского уезда Елизаветпольской губернии. По данным «Свода статистических данных о населении Закавказского края, извлеченных из посемейных списков 1886 года» в селе Джафар-абад Куйджагского сельского округа было 13 дымов и проживал 51 азербайджанец (указаны как «татары»), которые были крестьянами.